# Joan Baptista Berní i Català
Joan Baptista Berní i Català (València, 25 de juny de 1705 - València, 8 de gener de 1738) fou un religiós dominic, doctor en teologia per la Universitat de València, catedràtic de filosofia de la mateixa universitat des del 1731, i notari del Sant Ofici. La seua obra més important és el tractat Filosofía racional, natural, metafísica i moral, en quatre volums, el primer dels quals va encapçalat per un judici de Gregori Maians en què aquest justifica l'oportunitat de reunir per primera vegada en una obra totes les disciplines filosòfiques i d'exposar-les en llengua vulgar, per tal de fer-les assequibles als poc versats en llatí, que era encara la llengua habitual quan es tractava d'aquestes matèries. Berní segueix el seu mestre, Tomàs Vicent Tosca, en l'oposició a l'aristotelisme rutinari de l'escolàstica decadent, i propugna la màxima llibertat d'especulació racional i la importància de l'experimentació en física, respectant sempre els límits de l'ortodòxia catòlica, però distingint clarament entre teologia i filosofia, considerant-les autònomes l'una de l'altra. La seua lògica, en canvi, és epicúria, ja que en aquest terreny prefereix l'orientació de Pierre Gassendi. El seu germà Josep va ser un destacat jurisconsult.

## Obres
- Vida de la penitentíssima virgen Inés de Moncada, hija espiritual del grande apóstol de Europa san Vicente Ferrer. València: Josep Estevan Dolz, 1734
- Vida, virtudes y milagros de santa Roselina de Vilanova, virgen selectíssima del sagrado orden cartuxano. València: Antonio Bordazar, 1736
- Filosofía racional, natural, metafísica, i moral. València: Antonio Bordazar, 1736 (4 vols.)
- Noticias breves de las virtudes del seráfico doctor san Buenaventura; indulgencias y constituciones de su milicia seráfica de Valencia, agregada a la archicofradía de Confalone que el santo doctor fundó en Roma. València: Antonio Balle, 1737